# Peso paraguayen
Pour les articles homonymes, voir peso.
Le peso est l'ancienne monnaie du Paraguay de 1856 à 1944. Il a été remplacé par le guaraní.

## Histoire
Le peso remplaça le réal à raison de 8 réaux = 1 peso. Jusqu’en 1870, le peso était subdivisé en 8 réaux. Le Paraguay adopta ensuite la décimalisation, avec 100 centésimos = 1 peso. Le nom de la subdivision fut changé en centavo en 1874. Le peso fut remplacé en 1944 par le guaraní au taux de 100 pour un.

## Émissions monétaires

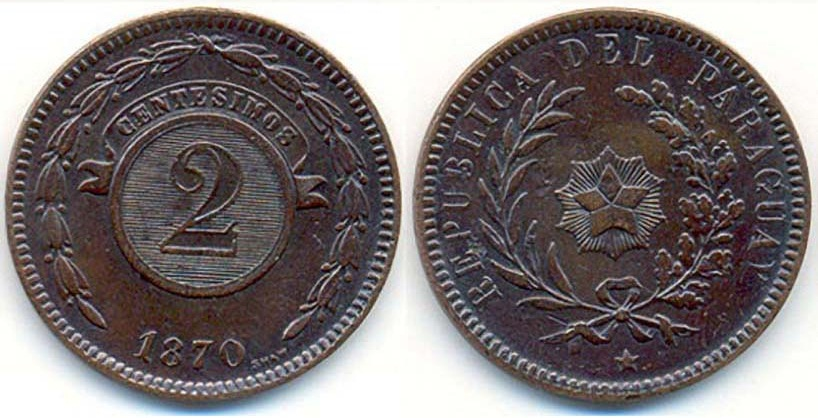
Pièce de 2 centésimos (1870), recto et verso, cuivre, 10 g, frappée par la Birmingham Mint (Heaton & Sons).

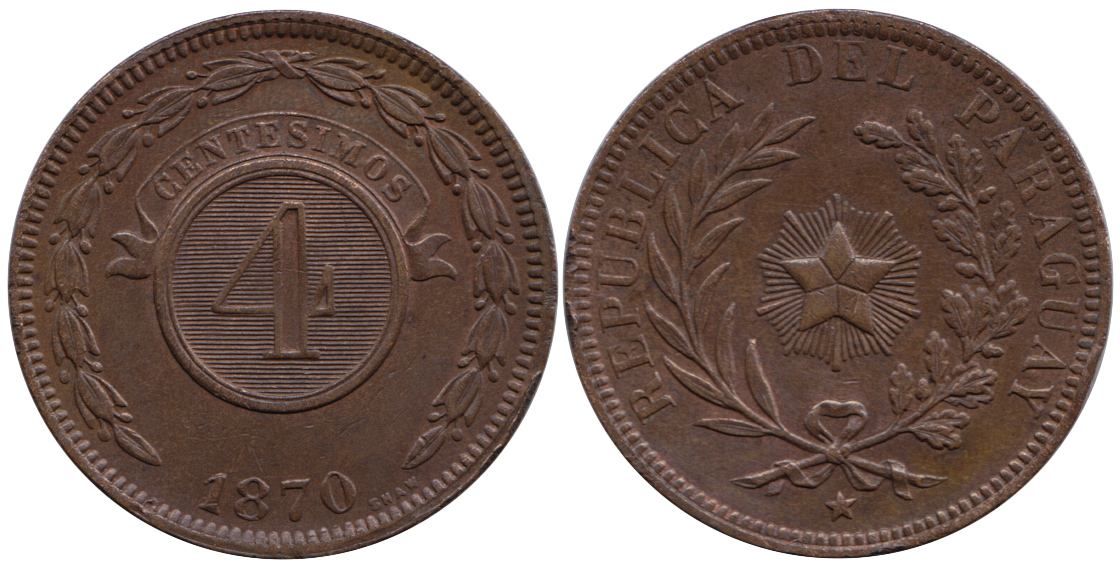
Pièce de 4 centésimos (1870), recto et verso, cuivre, 10.97 g, frappée par la Birmingham Mint (Heaton & Sons).

### Pièces de monnaie
En 1867, le Paraguay a émis ses premières pièces en or, pour une valeur de 4 pesos, pendant la guerre de la Triple-Alliance. Des pièces en bronze ont été émises en 1870 pour des valeurs de de 1, 2 et 4 centésimos, suivies en 1889 par une pièce en argent de 1 peso, pesant 25 g à 900 millièmes, frappée à Buenos Aires. Au change, le peso fuerte vaut 5,20 francs français et un peu moins d'un dollar américain.
En 1900, des pièces en cupronickel de 5, 10 et 20 centavos furent introduites, suivi en 1925, du fait de la dévaluation, par des pièces en cupronickel de 50 centavos, et de 1 et 2 pesos. En 1938, l'aluminium remplace le cupronickel dans ces trois dernières dénominations, le cupronickel servit pour les pièces de 5 et 10 pesos l'année suivante.

### Billets de banque
En 1856, le Trésor public (Tesoro Nacional) a émis des billets d'une valeur de ½ réal et 4 réaux, et de 1 et 2 pesos. Ceux-ci furent suivis par des billets de 1 et 2 réaux, et de 3, 4, 5 et 10 pesos en 1870.
En 1870, le Trésor reprend la production du papier-monnaie et émet les seuls billets libellés en centésimos, pour une valeur de 50 centésimos. Les billets en peso étaient libellés en « peso fuerte ». Des billets libellés en réaux ont été émis jusqu'en 1871. En 1874, des billets de 10, 20 et 50 centavos ont été émis, et des billets de 20 pesos ont été introduits en 1875.
En 1894, le gouvernement a pris le contrôle de l'émission des billets, avec une série de coupures de 50 centavos, 1, 5, 10, 20, 50 et 100 pesos. Des billets de 200 et 500 pesos ont été introduits en 1899. Les billets de 50 centavos et de 1 peso ont été émis pour la dernière fois avec la série 1916. Les billets de 1 000 pesos ont été introduits en 1923. La guerre du Chaco (1932-1935) suspend la convertibilité et les émissions.